# Terminal Europoort West
De Terminal Europoort West wordt een nieuwe olieterminal op de 'Kop van de Beer' in het havengebied van de Nederlandse stad Rotterdam. Het terrein waarop de terminal wordt gebouwd ligt ten zuiden aan het Calandkanaal en ten noorden van de Dintelhaven. De aanleg start in 2014 en de terminal is naar verwachting in 2016 klaar.
In 2011 heeft de Rotterdamse havenautoriteit het Russische bedrijf Shtandart geselecteerd voor de bouw en exploitatie van een nieuwe tank terminal. Shtandart verwacht een tankpark met een totale opslagcapaciteit van ongeveer 3,2 miljoen m3 te realiseren, waarvan 2,3 miljoen m3 voor ruwe aardolie en de rest voor olieproducten zoals diesel- en stookolie. De terminal zal een investering vergen van ongeveer 800 miljoen euro en kan per jaar zo’n 30 miljoen ton olie verwerken.
Ruwe olie zal voornamelijk vanuit de Russische zeehaven Primorsk bij Sint-Petersburg met ijsklasse tankers worden aangevoerd. Hierdoor kan het gehele jaar olie worden aangevoerd. Afvoer zal plaatsvinden per zeeschip, binnenvaartschip en pijpleiding.
Shtandart is een samenwerkingsverband van Summa Group en VTTI. VTTI houdt 25% van de aandelen en Summa Group de rest. Summa Group heeft het hoofdkantoor in Moskou en is een privaat bedrijf met belangen in, onder andere, de olie- en gassector, mijnbouw en commerciële havenactiviteiten. Summa Group is mede-eigenaar van de olie-export haven te Primorsk. VTTI, met hoofdkantoor in Rotterdam, is een groot onafhankelijk tank terminalbedrijf. Wereldwijd beschikt zij over 11 terminals op vijf continenten, met een totale opslagcapaciteit van 7,3 miljoen m3 in 2012.
In februari 2014 stapt VTTI uit het project. Het heeft zijn belang van 25% overgedragen aan Summa Group. VTTI zegt het besluit te hebben genomen uit "interne overwegingen". VTTI staat nog steeds positief over de vooruitzichten voor de terminal en blijft Summa helpen in het vergunningenproces en tijdens de bouwfase.
In juli 2015 werd de bouw van de olieterminal afgeblazen vanwege problemen met de financiering. Russische olieconcerns wilden geen garanties geven voor de levering van ruwe olie mede door handelssancties tegen Rusland vanwege betrokkenheid in de strijd in Oekraïne. Het havenbedrijf van Rotterdam liep daardoor meer dan 700 miljoen euro mis. De Russen zouden de komende 30 jaar 170 miljoen euro betalen voor de huur van het terrein en de aan havengelden zou jaarlijks 22 miljoen euro worden geïncasseerd.